# Vic Mensa
Victor Kwesi Mensah  (Chicago, Illinois, 6 de junio de 1993), más conocido por su nombre artístico Vic Mensa, es un Rapero, Cantante y Compositor estadounidense. 
Actualmente está firmado con Roc Nation y fue miembro del grupo Kids These Days, que se separó en mayo de 2013. Lanzó su primera mezcla en solitario Innanetape. Mensa es también fundador del colectivo hip-hop Savemoney, que incluye el colaborador frecuente Chance The Rapper. Su primer sencillo "Down on My Luck" fue lanzado en junio de 2014 por Virgin EMI.

## Biografía
El padre de Victor Kwesi Mensah es de Ghana y su madre es americana blanca. Vic creció en el barrio de Hyde Park en Chicago. Asistió a Whitney M. Young Magnet High School. y mientras que un estudiante de primer año, se reunió con el canciller Bennett como un transeúnte (Bennett sería más tarde conocido como Chance The Rapper).

## Carrera musical

### 2013–14: Innanetape
Mensa tocó con el líder de Gorillaz, Damon Albarn, en la presentación de Albarn en el Festival de Música de Governors Ball, donde interpretó la canción "Clint Eastwood", para el MC Del the Funky Homosapien.  Al anunciar una gira para el 2015, Mensa dijo que tiene planes con Albarn en un futuro próximo.
El 18 de septiembre de 2013, se anunció que Mensa se uniría a J. Cole y Wale en la gira What Dreams May Come.  Tras el final de la gira, recorrió Europa con Danny Brown, para el comienzo del 21 de febrero de 2014 y finalizó el 8 de marzo de 2014.  Para tapar su ascenso al estrellato, Mensa fue elegido para estar en la portada de XXL para la Clase de Freshman de 2014.  El 12 de mayo de 2014, su primer sencillo oficial "Down on My Luck" fue dirigido a la radio contemporánea urbana en el Reino Unido. El mismo día, el video musical de la canción fue lanzado. "Down on My Luck" fue lanzado para descarga digital en los mercados internacionales el 6 de junio de 2014, por Virgin EMI Records. Fue lanzado como su primer sencillo de su EP de debut, titulado Street lights.

## Discografía

### Álbumes de Studio
- 2016 There's alot going on
- 2017 The manuscript

### Mixtapes
- 2013 Innanetape
- 2012 Traphouse rock